# 2486 Metsähovi
2486 Metsähovi eller 1939 FY är en asteroid i huvudbältet som upptäcktes den 22 mars 1939 av den finske astronomen Yrjö Väisälä vid Storheikkilä observatorium. Den är uppkallad efter Metsähovi i Finland.
Asteroiden har en diameter på ungefär 7 kilometer.